# Muchomůrka Vladimírova
Muchomůrka Vladimírova (Amanita vladimirii) je muchomůrka náležející do sekce pošvatek (muchomůrek s pochvou, ale bez prstenu), vyskytující se v České republice a ve Francii. Roste od léta do podzimu v květnatých bučinách a jedlobučinách. Pojmenována je po českém mykologovi Vladimíru Antonínovi, který ji objevil. Zda je jedovatá, nebylo zatím zkoumáno.